# Nawa Janabadi Morcha
El Nawa Janabadi Morcha (En Nepalí: Nuevo Frente Democrático) es un partido político de Nepal. El partido está registrado en la Comisión Electoral de Nepal antes de la elección de la Asamblea Constituyente de Nepal de 2008.
El Nawa Janabadi Morcha demanda la autonomía para los Madhes y una estructura federal.